# Harkaçtığı, Kadirli
Harkaştığı là một xã thuộc huyện Kadirli, tỉnh Osmaniye, Thổ Nhĩ Kỳ. Dân số thời điểm năm 2010 là 834 người.